# Тертки
Тертки (укр. Тертки) — село в Торчинской поселковой общине Луцкого района Волынской области Украины.
Село основано (восстановлено) 12 августа 2005 года. До этого было объединено с селом Гать.